# Aphelosaurus lutevensis
Aphelosaurus lutevensis è un rettile estinto, appartenente agli areoscelidi. Visse nel Permiano inferiore (circa 298 - 295 milioni di anni fa) e i suoi resti fossili sono stati ritrovati in Francia.

## Descrizione
La specie A. lutevensis è documentata da uno scheletro postcranico ben conservato, conservato nelle collezioni del Museo di Storia Naturale di Parigi. L'olotipo mostra arti anteriori e posteriori gracili, allungati e stretti. Le costole sono relativamente corte, sottili e curve. Le ultime falangi della mano e del piede sono allungate, leggermente curve e appuntite alle estremità. Ciò suggerisce artigli relativamente lunghi ed efficienti. I rapporti stilopodio/zeugopodio sono uguali a uno, come nel caso degli altri aeroscelidi.

## Classificazione
Aphelosaurus lutevensis venne descritto per la prima volta da Paul Gervais nel 1858, sulla base di un esemplare ritrovato nei pressi di Usclas, nel bacino di Lodeve, nella parte meridionale del Massiccio Centrale in Francia. 
Analisi filogenetiche effettuate nel 2007 hanno indicato che questo animale potrebbe essere un rappresentante degli aeroscelidi, antichi rettili forse vicini all'origine dei diapsidi. 